# Lipovača (Rakovica)
Lipovača is een plaats in de gemeente Rakovica in de Kroatische provincie Karlovac. De plaats telt 195 inwoners (2001).